# アドルフィーネ (小惑星)
アドルフィーネ (608 Adolfine) は小惑星帯にある小惑星。アウグスト・コプフがハイデルベルクのケーニッヒシュトゥール天文台で発見した。
小惑星607番のイェニーと共に、発見者の友人のイェニー・アドルフィーネ・ケスラーに因んで名付けられた。